# مالكية
المَذْهَبُ المَالِكِيّ أو المَدْرَسَة المَالِكِيَّة هو أحد المذاهب الإسلامية السنية الأربعة، والذي يتبنى الآراء الفقهية للإمام مالك بن أنس. تبلور مذهبا واضحا ومستقلا في القرن الثاني الهجري. أهم أفكاره هو الاهتمام بعمل أهل المدينة، ويمثل 35% من إجمالي المسلمين.
وينتشر المذهب بشكل أساسي في شمال أفريقيا وتشمل دول الجزائر والسودان وتونس والمغرب وليبيا وموريتانيا وصعيد مصر وإريتريا، وفي شبه الجزيرة العربية وتشمل دول البحرين والإمارات العربية المتحدة والكويت وأجزاء من السعودية وسلطنة عمان وبلدان أخرى في الشرق الأوسط، كما ينتشر في دول السنغال وتشاد ومالي والنيجر وشمال نيجيريا في غرب أفريقيا، وكان يتبع في الحكم الإسلامي لأوروبا والأندلس وإمارة صقلية.
ويعد مذهب الإمام مالك وسطاً معتدلاً بين أهل الرأي وأهل الحديث، لكثرة استناده إلى الحديث إذ كانت روايته قد انتشرت ولا سيما المدينة، وكان الإمام مالك يعتمد على الحديث النبوي كثيراً نظراً لبيئته الحجازية التي كانت تزخر بالعلماء والمحدثين الذين تلقوا الحديث النبوي عن الصحابة وورثوا من السنة ما لم يتح لغيرهم من أهل الأمصار. قال الإمام الشافعي: ما ظهر على الأرض كتاب بعد كتاب الله أصح من كتاب مالك، وفي رواية أكثر صواباً وفي رواية أنفع؛ وهذا القول قبل ظهور صحيح البخاري.

## النشأة والتطور
- تأسس المذهب المالكي على يد مالك بن أنس، وذلك في أوائل القرن الثاني الهجري، وتطورت معالمه على يد تلاميذه من بعده.
- ارتفع شأنه وذاغ صيته حتى أن المنصور قال له يوما: «أنت والله أعلم الناس وأعقلهم، لئن بقيت لأكتبن قولك كما تكتب المصاحف، ولأبعثن به إلى الآفاق فأحملهم عليه».
- توسعت قاعدة المذهب المالكي في الحجاز والمدينة المنورة وانتشر سريعا في شمال أفريقيا.
- في عام 237 هـ أخرج قاضي مصر أصحاب أبو حنيفة والشافعي من المسجد، فلم يبق سوى أصحاب مالك، وكان للقاضي الحارث بن سكين الأثر الفاعل في نشر المذهب هناك.
- تبنت دولة المرابطين في المغرب الأقصى مذهب مالك ونشروا الكتب التي تحوي آراءه، توسع المذهب ورسخت قواعده، قال ابن حزم: «مذهبان انتشرا في بدء أمرهما بالرياسة والسلطان، الحنفي في المشرق، والمالكي بالأندلس».

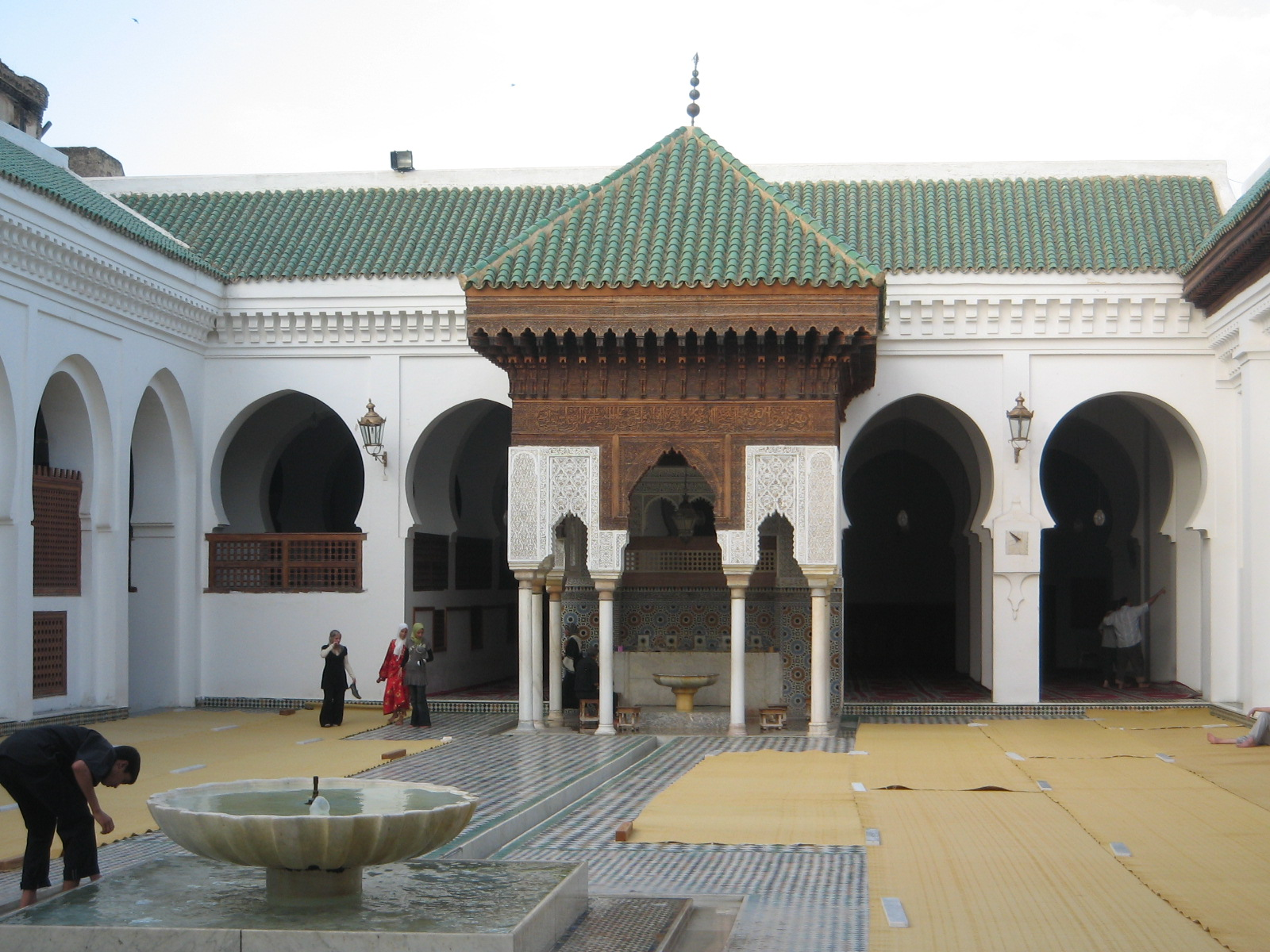
جامعة القرويين بفاس والتي تعتبر أقدم جامعة في العالم تعتمد المذهب المالكي.

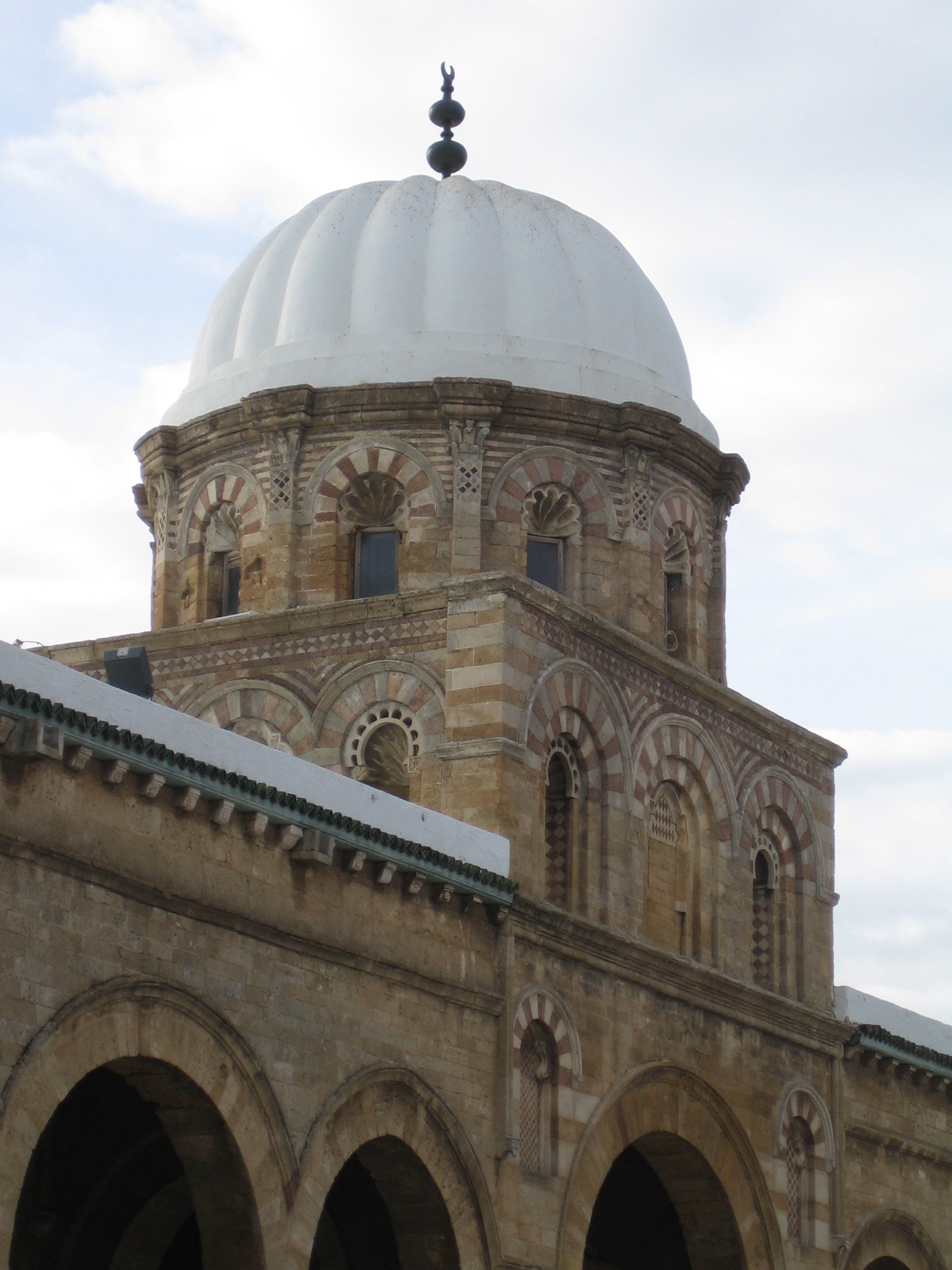
جامع الزيتونة بتونس من أهم مراكز المالكية في العالم.

## أطوار المذهب ومراحله التاريخية
مر المذهب المالكي منذ بداية تأسيسه، إلى أن نضج واكتمل بمراحل علمية مختلفة، وأطوار متعددة، ولكل مرحلة من هذه المراحل خصائصها، وميزاتها؛ التي تميِّزها عن غيرها. ويمكن تلخيص تلك الأطوار في ثلاث مراحل رئيسية؛ هي: مرحلة النُّشوء والتكوين، ومرحلة التطور والتوسع، ومرحلة الاستقرار.

### أولاً: مرحلة النشوء والتكوين (110 هـ - 300 هـ)
وهي مرحلة التأصيل والتأسيس، وتبدأ من جلوس إمام المذهب الإمام مالك للفتوى، وتسليم الناس له بالإمامة سنة (110 هـ)، وتنتهي بنهاية القرن الثالث الهجري، وقد تُوِّجت هذه المرحلة بنبوغ طائفة من تلاميذ الإمام مالك، وتلاميذ تلاميذه؛ منهم: عالم العراق القاضي إسماعيل بن إسحاق (ت 282 هـ)، مؤلف كتاب (المبسوط)، آخر الدواوين ظهوراً في هذه المرحلة. وقد تميّزت هذه المرحلة بجمع الروايات عن الإمام مالك، وترتيبها، وتدوينها في مصنفات معتمدة، تضم إلى جانبها بعض ما لتلاميذ الإمام من اجتهادات وتخريجات. ومن أهم الكتب التي صُنِّفت في هذه المرحلة: الأمهات الأربع، وهي: المدوَّنة، والواضحة، والعُتْبِيَّة، والموازيَّة.

### ثانياً: مرحلة التطور (301 هـ - 600 هـ)
وكانت هذه المرحلة على يد نوابغ علماء المالكية؛ الذين فرَّعوا، وطبَّقوا، ومن ثم رجَّحوا، وشهَّروا؛ فالتطور هنا يراد به معناه الشامل؛ الذي يندرج تحته: التفريع، والتطبيق، والترجيح. وتبدأ هذه المرحلة مع بداية القرن الرابع الهجري تقريبا، وتنتهي بنهاية القرن السادس وبداية القرن السابع، أو بوفاة ابن شاس (ت 610 هـ أو 616 هـ)؛ رابع أربعة اعتمدهم خليل بن إسحاق الجندي (ت 767 هـ)؛ مصنِّف أشهر مختصر في الفقه المالكي. وهذه المرحلة تميزت بظهور نزعة الضبط والتحرير، والتمحيص والتنقيح، والتلخيص والتهذيب، مع التفريع، وكذا الترجيح لما ورد في كتب المرحلة السابقة من الروايات والأقوال؛ فهي بمثابة الغربلة والتمحيص لما كان في مرحلة الجمع والترتيب. ومن أشهر المصنفات المختصرة في هذه المرحلة: التفريع لابن الجلَّاب (ت 378 هـ)، وتهذيب المدوَّنة لأبي سعيد خلف بن أبي القاسم محمد الأزدي القيرواني الشهير بالبراذعي (ت 438 هـ).

### ثالثاً: مرحلة الاستقرار (601 هـ إلى العصر الحاضر)
وتبدأ هذه المرحلة ببداية القرن السابع الهجري تقريبا، أو بظهور مختصر ابن الحاجب الفرعي؛ المعروف بـ (جامع الأمهات)، وتستمر إلى العصر الحاضر. وهذه المرحلة مرحلة الشروح، والمختصرات، والحواشي، والتعليقات، وهي سمة تظهر غالبا حين يصل علماء المذهب إلى قناعة فكرية بأن اجتهادات علماء المذهب السابقين لم تترك مجالاً لمزيد من الاجتهاد؛ إلا أن يكون اختيارا، أو اختصارا، أو شرحا. وقد شهدت هذه المرحلة امتزاج آراء مدارس المذهب المالكي، وانصهارها في بوتقة واحدة؛ أنتجت كتبا فقهية تمثِّل المذهب بغض النظر عن الانتماء المدرسي؛ فاندمجت الآراء العلمية في بعضها، وتلاشت الاختلافات الجذريّة؛ إلا ما كان من قبيل الاجتهادات الفرديَّة؛ التي تظهر حتى بين علماء المدرسة الواحدة.

## أصول الاستنباط العامة في المذهب
يُعدُّ مذهب الإمام مالك أكثر المذاهب أصولاً، وإن كان الإمام لم ينص بالتفصيل على أصوله التي اعتمد عليها، وجعلها مصادر تؤخذ الأحكام الشرعيّة منها؛ إلا أنه أشار إليها على سبيل الإجمال؛ فيما نقله عنه ابن وهب؛ حيث قال: «الحكم الذي يحكم به بين الناس حكمان: ما في كتاب الله، أو أحكمته السنّة؛ فذلك الحكم الواجب، وذلك الصواب. والحكم الذي يجتهد فيه العالم برأيه؛ فلعلّه يوفّق».
وهذا النص من الإمام مالك يدل على أن أصول الاستنباط عنده لا تخلو من أحد نوعين: أصول نصِّيَّة نقليّة، أو أصول عقلية اجتهادية. وقد أمكن معرفة تفصيل هذه الأصول عنده باستقراء موطّئه، والنظر في المسائل والفتاوى التي نقلت عنه، وهي ترجع في حقيقة الأمر إلى أحد عشر أصلاً؛ هي كالتالي:

### أولاً:القرآن الكريم
مراعياً ترتيبه -وكذلك السنة النبوية- من حيث الوضوح؛ بتقديم نصوصه، ثم ظواهره، ثم مفهوماته. وظاهر مذهب الإمام مالك: الأخذ بالقراءة الشاذة في الأحكام الشرعية؛ وذلك لاستدلاله بها في (موطّئه) على بعض المسائل الفقهية.

### ثانياً:السنة النبوية
متواترها، ومشهورها، وآحادها. والمشهور من ذهب الإمام مالك: قبول الحديث المرسَل، والاحتجاج به؛ فقد أرسل أحاديث كثيرة في (موطّئه)، واحتج بها، ولكن ذلك مشروط عنده بكون المرسِل ثقة، عارفاً بما يرسِل؛ فلا يرسل إلا عن ثقة.

### ثالثاً:الإجماع
مذهب الإمام مالك أن إجماع المجتهدين من الأمة الإسلامية في عصر من الأعصار على حكم شرعي حُجَّة؛ فإجماع الصحابة في عصرهم حُجَّة على من بعدهم، وإجماع التابعين في عصرهم حجة على من بعدهم، وهكذا. ويصح أن يكون مستنَد الإجماع عنده دليلاً من الكتاب والسُّنة، أو قياساً.

### رابعاً:القياس
كان من مذهب الإمام مالك العمل بالقياس على ما ورد فيه نص من الكتاب والسنة، وإلحاق الفروع بالأصول في الحكم، وهذا مما يدخل في قوله -فيما سبق نقله عنه-: «والحكم الذي يجتهد فيه العالم برأيه». وقد توسع مالك وأصحابه في باب القياس؛ حيث لم يحصروه في القياس على الأحكام المنصوص عليها؛ بل عدَّوه إلى القياس على ما ثبت منها بالقياس؛ فيقيسون الفروع على الفروع والمسائل المستنبطة بالقياس. وقد نقل بعضهم عن الإمام مالك: تقديم القياس على خبر الواحد إذا تعارضا، ولم يمكن العمل بهما جميعاً. ولا يصح ذلك عنه على التحقيق، ولا يليق بما عُرِف به من تعظيم السنّة والأثر؛ بل الصحيح من مذهبه: تقديم الخبر على القياس. وهذه الأصول الأربع لا خلاف في الأخذ بها عند أئمة المذاهب الأربعة من حيث الجملة؛ كما قال القاضي أبو بكر بن العربي: «فأصول الأحكام خمسة: منها أربعة متفق عليها من الأمّة: الكتاب، والسنة، والإجماع، والنظر والاجتهاد...».

### خامساً:عمل أهل المدينة
وهذا الأصل اختص الإمام مالك باعتماده دون غيره من أئمة المذاهب، وقد احتج مالك به في مسائل يكثر تعدادها. والمراد به على المختار: اتفاق أهل العلم بالمدينة أو أكثرهم زمن الصحابة أو التابعين على أمر من الأمور. والمشهور: أن الإمام مالك يحتج بعمل أهل المدينة فيما كان طريقه التوقيف كنقلهم مقدار الصاع، والمُد، والأذان، لا فيما طريقه الرأي والاجتهاد، وإليه أشار النَّاظم بقوله:
وهذا النوع من العمل -إذا كان ظاهراً متصلاً- أقوى عند الإمام مالك من خبر الواحد؛ ولهذا يقدِّمه عليه عند التعارض؛ لأنه يجري عنده مجرى ما نُقل نَقْل المتواتر من الأخبار.

### سادساً:قول الصحابي
والمراد به: قوله الذي قاله عن اجتهاد، ولا يُعلَم له مخالِف من الصحابة، ولم يشتهر، أو لم يعلم هل اشتهر أم لا؟ وأما ما اشتُهر، ولم يُعلم له فيه مخالف؛ فهو إجماع وحُجة، أو حُجة وليس بإجماع؛ كما هو معروف من الخلاف في الإجماع السكوتي. فالمشهور عن الإمام مالك، والذي دلَّ عليه تصرُّفه في (موطّئه) هو: حُجية مذهب الصحابي مطلقاً. ومن مذهب الإمام مالك: جواز تخصيص ظاهر النص بقول الصحابي؛ إذا ظهر واشتهر، ولم يُعلَم له مخالِف.

### سابعاً:شرع من قبلنا
والمراد به: الحكم الثابت في شريعة أحد الرسل بنص القرآن، أو السنة الصحيحة، ولم يدل الدليل في شرعنا على نسخه، ولا على إقراره. وقد دل صنيع الإمام مالك في مواضع من (الموطأ) وغيره على اعتماد هذا الأصل، والتمسك به، ولا خلاف عن الإمام مالك في الاحتجاج به.

### ثامناً:المصالح المرسلة
وهي المصالح المطلقة من الاعتبار والإلغاء؛ أي: التي لم يرد عن الشّارع أمرٌ بجلبها، ولا نهيٌ عنها؛ بل سكت عنها. أو: هي الوصف المناسب الذي جُهل اعتبار الشرع له؛ بأن لم يدل دليل على اعتباره، أو إلغائه. فكان من أصول الإمام مالك الحكم بالأصلح فيما لا نص فيه، والاحتجاج بالمصلحة، ورعايتُها؛ ما لم يمنع من ذلك ما يوجب الانقياد له؛ إذ الأخذ بالمصلحة المرسلة مقيَّد بشروط؛ منها:
1. الملائمة لمقاصد الشرع؛ بحيث لا تنافي أصلاً من أصوله، ولا دليلاً من دلائله.
2. أن تكون من المناسبات المعقولة التي إذا عُرضت على العقول تلقَّتها بالقبول؛ فلا مدخل لها في التعبُّدات، ولا ما جرى مجراها من الأمور الشرعية.
3. أن ترجع إلى حفظ أمر ضروري، ورفع حرج لازم في الدين.[28]
4. أن تكون المصلحة عامة كلية، لا خاصة جزئية.[29]
5. أن يكون الناظر في المصلحة مجتهداً متكيِّفاً بأخلاق الشريعة؛ بحيث ينبو عقله وطبعه عن مخالفتِها.[30]

وقد اشتُهر عند الأصوليين اختصاص مذهب مالك باعتبار المصلحة المرسلة، والصحيح أنه لا يخلو مذهب من اعتبارها في الجملة، وإن كان لمالك ترجيح، وتوسع على غيره في الأخذ بها، ويليه الإمام أحمد.

### تاسعاً:الاستحسان
والاستحسان الذي اعتمده الإمام مالك في الفقه والفتوى معناه: القول بأقوى الدليلين؛ وذلك أن تكون الحادثة متردِّدة بين أصلين، وأحد الأصلين أقوى بها شبهاً وأقرب، والأصل الآخر أبعد -إلا مع القياس الظاهر، أو عُرف جارٍ، أو ضَربٍ من المصلحة، أو خوف مفسدة، أو ضربٍ من الضرر والعذر-؛ فيعدل عن القياس على الأصل القريب، إلى القياس على ذلك الأصل البعيد. وقد عوّل الإمام مالك على الاستحسان، وبنى عليه أبواباً، ومسائل من مذهبه، ورُوي عنه أنه قال: «تسعة أعشار العلم: الاستحسان». فالإمام مالك إذا وجد أصلاً فقهياً، أو قاعدة قياسية يؤدي اعتبارها إلى منع مصلحة، أو جلب مفسدة؛ فإنه يمنع اطِّرادها بقاعدة الاستحسان؛ استثناءً من الأصل، وتخصيصاً للقاعدة، ومقتضاه: تقديم الاستدلال المُرسَل على القياس؛ بناء على ما يُفهم من مقصد الشّارع، لا بمجرد الذوق والتَّشهِّي.
وقد ذكر أبو بكر بن العربي أن الاستحسان على أقسام؛ منها ما سنده المصلحة، وما سنده العرف، وما سنده إجماع أهل المدينة، وما سنده إيثار التوسعة ورفع الحرج على الخلق. ومما يرجع إلى أصل الاستحسان عند المالكية: قاعدة مراعاة الخلاف، وقد جعلها بعضهم أصلاً من أصول الاستنباط عندهم، والأقرب -والله أعلم-: أنها ليست أصلاً للاستنباط، ومصدراً مستقلاً للأحكام؛ ولهذا لم يذكرها كثير ممن أحصى أصول المذهب.

### عاشراً:سد الذرائع
ومعناه: «منع ما يجوز؛ لئلَّا يتطرَّق به إلى ما لا يجوز». وقد عرّف بعض المالكية سد الذرائع بـ: حسم مادة وسائل الفساد دفعاً له. وذلك لأن الوسائل تأخذ حكم ما أفضت إليه؛ فكما أن وسيلة الواجب واجبة؛ فوسيلة المحرّم محرّمة. ووسائل الفساد على ثلاثة أقسام:
1. الأول: متفق على منعه؛ كسَبِّ الأصنام عند من يعلم حاله: أنه يسبُّ الله.
2. والثاني: متفق على جوازه؛ كزراعة العنب؛ فإنها لا تمنع خشية أن تُتخَذ ثمرتها خمراً.
3. والثالث: مختلف فيه؛ كبيوع الآجال (كمن باع سلعة بعشرة إلى شهر، ثم اشتراها بخمسة قبل الشهر)؛ فإنها وسيلة إلى الربا، وقد منعها الإمام مالك.[38]

وقد أعمل الإمام مالك هذه القاعدة، وحَكَّم هذا الأصل في أكثر أبواب الفقه؛ حتى ظُنَّ اختصاصُه به، والصحيح أن مالكاً لم ينفرد به؛ بل كل المذاهب تقول به، ولا خصوصية لمالك وأصحابه إلا من جهة إكثارهم منه.

### الحادي عشر:الاستصحاب
وهو نوعان:
1. الأول: استصحاب العدم الأصلي؛ ويسمَّى البراءة الأصليَّة، وهو: البقاء على عدم الحكم حتى يدل الدليل عليه؛ لأن الأصل براءة الذمة من لزوم الأحكام.
2. والثاني: استصحاب الحكم الشرعي؛ وهو: استصحاب ما دلَّ الشرع على ثبوته لوجود سببه، ومنه قول الفقهاء: الأصل بقاء ما كان على ما كان؛ حتى يدل الدليل على خلاف ذلك. وهذا الأصل وإن لم ينُصَّ الإمام مالك عليه؛ إلا أن فتاويه تدل على اعتماده هذا الأصل؛ حيث احتج به في مسائل كثيرة سئل عنها، فقال: «لم يفعل النبي صلى الله عليه وسلم، ولا الصحابة ذلك». أو يقول: «ما رأيت أحداً فعله». وهذا يدل على أن الشرع إذا لم يرد بإيجاب شيء لم يجب، وكان على ما كان عليه من براءة الذمة.[27]

## ملخص أصول المذهب
نحا الإمام مالك منحى فقهاء أهل المدينة في الأصول التي بنى عليها اجتهاده، واتخذت بعده أساسا لمذهبه. والأدلة التي اعتمدها علماء المدينة في عمومها هي نفس الأدلة التي اعتمدها غيرهم من أهل السنة والجماعة؛ هي الكتاب والسنة والإجماع والقياس. وإنما اختلفوا عن غيرهم من أهل الرأي في مدى الاعتماد على الحديث، وشروط قبوله والعمل به، ثم اللجوء إلى القياس ومتى يكون حجة. وتميز المذهب المالكي بالاعتماد على عمل أهل المدينة.
1. الأصول النقلية.
2. الأصول العقلية.
3. النظر المقاصدي في المذهب المالكي.

كان للإمام مالك منهج في الاستنباط الفقهي لم يدونه كما دون بعض مناهجه في الرواية، ولكن مع ذلك صرح بكلام قد يستفاد منه بعض منهاجه، فقد ألمح إلى ذلك وهو يتحدث عن كتابه «الموطأ»: «فيه حديث رسول الله وقول الصحابة والتابعين ورأيي، وقد تكلمت برأيي، وعلى الاجتهاد، وعلى ما أدركت عليه أهل العلم ببلدنا، ولم أخرج من جملتهم إلى غيره».
فهذه العبارة من الإمام تشير إلى بعض الأصول التي استند إليها في اجتهاداته واستنباطاته الفقهية وهي: السنة، وقول الصحابة، وقول التابعين، والرأي والاجتهاد، ثم عمل أهل المدينة.
ولقد صنع فقهاء المذهب المالكي في فقه مالك ما صنعه فقهاء المذهب الحنفي، فجاؤوا إلى الفروع وتتبعوها، واستخرجوا منها ما يصح أن يكون أصولا قام عليها الاستنباط في مذهب مالك، ودونوا تلك الأصول التي استنبطوها على أنها أصول مالك، فيقولون مثلا: كان يأخذ بمفهوم المخالفة، أو بفحوى الخطاب، أو بظاهر القرآن. كما نجدهم يقولون في كل قاعدة رأي مالك فيها كذا، وليس ذلك ما أخذوه من جملة الفروع.. ومن مجموع تلك الآراء تتكون أصول المذهب المالكي التي قامت عليها أصول المالكية، والتي قام عليها التخريج من المتقدمين والمتأخرين في ذلك المذهب.
ولعل أدق إحصاء لأصول المذهب المالكي هو ما ذكره «القرافي» في كتابه «شرح تنقيح الفصول» حيث ذكر أن أصول المذهب هي القرآن والسنة والإجماع وإجماع أهل المدينة والقياس وقول الصحابي والمصلحة المرسلة والعرف والعادات وسد الذرائع والاستصحاب والاستحسان

### الأصول النقلية
- القرآن: يلتقي الإمام مع جميع الأئمة المسلمين في كون كتاب الله عز وجل هو أصل الأصول، ولا أحد أنزع منه إليه، يستدل بنصه، وبظاهره وتعتبر السنة تبيانا له.
- السنة النبوية: أما السنة ومفهومها عند الإمام مالك فطبيعي أن يسير في فهمها على ما سار عليه السلف وعامة المحدثين الذين كان من أئمتهم وأقطابهم، غير أنه ربما عمم في السنة لتشمل ما يعرف عند علماء الحديث بالمأثور. وهو بهذا المعنى يعطي لعمل أهل المدينة وإجماعهم مكانة خاصة، ويجعل من قبيل السنة كذلك فتاوى الصحابة، وفتاوى كبار التابعين الآخذين عنهم، كسعيد بن المسيب، ومحمد بن شهاب الزهري، ونافع، ومن في طبقتهم ومرتبتهم العلمية، كبقية الفقهاء السبعة.
- عمل أهل المدينة: من الأصول التي انفرد بها مالك واعتبرها من مصادر فقه الأحكام والفتاوى. وقسّم الإمام الباجي عمل أهل المدينة إلى قسمين: قسم طريقه النقل الذي يحمل معنى التواتر كمسألة الآذان، ومسألة الصاع، وترك إخراج الزكاة من الخضروات، وغير ذلك من المسائل التي طريقها النقل واتصل العمل بها في المدينة على وجه لا يخفى مثله، ونقل نقلا يحج ويقطع العذر. وقسم نقل من طريق الآحاد، أو ما أدركوه بالاستنباط والاجتهاد، وهذا لا فرق فيه بين علماء المدينة، وعلماء غيرهم من أن المصير منه إلى ما عضده الدليل والترجيح. ولذلك خالف مالك في مسائل عدة أقوال أهل المدينة (3).
- الإجماع: لعل مالكًا أكثر الأئمة الأربعة ذكرا للإجماع واحتجاجا به، والموطأ خير شاهد على ذلك. أما مدلول كلمة الإجماع عنده فقد قال: «وما كان فيه الأمر المجتمع عليه فهو ما اجتمع عليه أهل الفقه والعلم ولم يختلفوا فيه».
- شرع من قبلنا: ذهب مالك على أن شرع من قبلنا شرع لنا.

### الأصول العقلية
كان للإمام مالك منهج اجتهادي متميز يختلف عن منهج الفقهاء الآخرين، وهو وإن كان يمثل مدرسة الحديث في المدينة ويقود تيارها، فقد كان يأخذ بالرأي ويعتمد عليه، وأحيانا توسع في الرأي أكثر ما توسع فيه فقهاء الرأي في العراق، كاستعماله الرأي والقياس فيما اتضح معناه من الحدود والكفارات مما لم يقل به علماء المذهب الحنفي. ومن الأصول العقلية المعتمدة في المذهب المالكي:
- القياس: يعتبر القياس على الأحكام الواردة في الكتاب المحكم والسنة المعمول بها، طبقا للمنهج الذي قاس عليه علماء التابعين من قبله.
- الاستحسان: لقد اشتهر على ألسنة فقهاء المذهب المالكي قولهم: «ترك القياس والأخذ بما هو أرفق بالناس» إشارة إلى أصل الاستحسان؛ لأن الاستحسان في المذهب المالكي كان لدفع الحرج الناشئ عن اطراد القياس، أي أن معنى الاستحسان طلب الأحسن للإتباع.
- المصالح المرسلة: من أصول مذهب مالك المصالح المرسلة، ومن شرطها ألا تعارض نصًا. فالمصالح المرسلة التي لا تشهد لها أصول عامة وقواعد كلية منثورة ضمن الشريعة، بحيث تمثل هذه المصلحة الخاصة واحدة من جزئيات هذه الأصول والقواعد العامة.
- سد الذرائع: هذا أصل من الأصول التي أكثر مالك الاعتماد عليه في اجتهاده الفقهي، ومعناه المنع من الذرائع، أي المسألة التي ظاهرها الإباحة ويتوصل بها إلى فعل ممنوع، أي أن حقيقة سد الذرائع التوسل بما هو مصلحة إلى مفسدة.
- العرف والعادة: إن العرف أصل من أصول الاستنباط عند مالك، وقد انبنت عليه أحكام كثيرة؛ لأنه في كثير من الأحيان يتفق مع المصلحة، والمصلحة أصل بلا نزاع في المذهب المالكي.
- الاستصحاب: كان مالك يأخذ بالاستصحاب كحجة، ومؤدى هذا الأصل هو بقاء الحال على ما كان حتى يقوم دليل يغيّره.
- قاعدة مراعاة الخلاف: من بين الأصول التي اختلف المالكية بشأنها «قاعدة مراعاة الخلاف»، فمنهم من عدها من الأصول ومنهم من أنكرها. ومعناها «إعمال دليل في لازم مدلول الذي أعمل في نقيضه دليل آخر». ومثاله: إعمال المجتهد دليل خصمه القائل بعدم فسخ نكاح الشغار في لازم مدلوله الذي هو ثبوت الإرث بين الزوجين المتزوجين بالشغار فيما إذا مات أحدهما. فالمدلول هو عدم الفسخ وأعمل مالك في نقيضه وهو الفسخ دليل آخر. فمذهب مالك وجوب الفسخ وثبوت الإرث إذا مات أحدهما.

### النظر المقاصدي في المذهب المالكي
إن الإمام مالك عندما يطلق الرأي يعني به فقهه الذي يكون بعضه رأيا اختاره من مجموع آراء التابعين، وبعضه رأيا قد قاسه على ما علم، ومن ثم فإن باب أصول فقه الرأي عنده هو ما عليه أهل المدينة وعلم الصحابة والتابعين. ويمكن تلخيص ذلك في قاعدة جلب المصالح ودرء المفاسد التي عليها مدار مقاصد الشريعة الإسلامية، فهذا هو أساس الرأي عنده مهما تعددت ضروبه واختلفت أسماؤه. إن أخص ما امتاز فقه مالك هو رعاية المصلحة واعتبارها، لهذا فهي عمدة فقه الرأي عنده اتخذها أصلا للاستنباط مستقلا.

## مدارس المذهب
قسّم القاضي عياض تلاميذ الإمام مالك بحسب أوطانهم إلى ستة أقسام؛ هم: أهل المدينة، وأهل العراق والمشرق، وأهل الحجاز واليمن، وأهل القيروان، وأهل الأندلس، وأهل الشام. وقد أدى هذا الانتشار في أصقاع الأرض، مع اختلاف البيئات والأعراف، واختلاف المدارك والأفهام، وتفاوت التلاميذ في مدى تأثرهم بشيخهم، وتمسُّكهم بأصوله المتنوعة، واتِّباعهم لطريقته في الفقه والفتوى إلى نشوء مدارس متعددة للفقه المالكي، ولكل مدرسة منهجها العلمي؛ الذي تتميز به عن غيرها، وهذه المدارس يمكن حصرها في المدارس التالية:

### أولاً: المدرسة المدنية
وهي المدرسة الأم، ويمثِّلها الأفذاذ من تلامذة مالك المدنيّين؛ من أمثال: عثمان بن عيسى بن كنانة (ت 186 هـ)؛ الذي قعد في مجلس مالك بعد وفاته، وكان مقرّباً إليه في حياته، وعبد الله بن نافع الصائغ (ت 186 هـ)؛ الذي جلس مجلس ابن كنانة بعد وفاته، والمغيرة المخزومي (ت 188 هـ)؛ مفتي المدينة بعد مالك، وابن الماجشون، ومطرِّف بن عبد الله الهلالي (ت 220 هـ)؛ اللذين يعدَّان أشهر من نَشَرَ عِلم مالك، مع وفاق في الآراء والتخاريج، ونظرائهم. وقد أيَّد هذه المدرسة ومنهجها: عبد الله بن وهب (ت 197 هـ) من المصريين، وعبد الله بن حبيب (ت 238 هـ) من الأندلسيين. وظلت قوية نشطة في أداء رسالتها، وبث إشعاعها على كل بلاد الإسلام؛ يُرحل إليها من إفريقية، والأندلس، ومصر، والعراق، وغيرها من البلاد، إلى أن أصابها ما أصاب المدارس السُنِّية بسيطرة العُبَيديِّين على المدينة منتصف القرن الرابع؛ حتى خلت المدينة نهائياً من نشاط أهل السنة، ثم استعادت مكانتها ونشاطها بظهور قاضي المدينة: ابن فرحون (ت 799 هـ). وتميّزت هذه المدرسة بالتزامها منهج الاعتماد على الحديث النبوي - بعد القرآن - مرجعاً للأحكام، دون نظر إلى كون عمل الصحابة والتابعين موافقاً له، أو غير موافق.

### ثانياً: المدرسةالمصرية
تعد المدرسة المصرية أول مدرسة مالكية تأسست بعد مدرسة المدينة؛ وذلك بجهود كبار تلاميذ الإمام مالك؛ الذين رحلوا إلى مصر؛ ليُعلِّموا الناس؛ كعثمان بن الحكم الجُذامي (ت 163 هـ)، وعبد الرحمن بن خالد الجُمَحي (ت 163 هـ)؛ اللذين يعتبران أول من قدم مصر بمسائل مالك، ومن بعدهما: طيِّب بن كامل اللّخْمي (ت 173 هـ)، وسعيد بن عبد الله المعافِري (ت 173 هـ)، وغيرهم. وعن هؤلاء العلماء أخذ أقطاب هذه المدرسة، ومؤسِّسوها الحقيقيُّون؛ كعبد الرحمن بن القاسم العتقي (ت 191 هـ)، وأشهب بن عبد العزيز (ت 203 هـ أو 204 هـ)، وعبد الله بن عبد الحكم (ت 214 هـ)؛ قبل رحلتهم إلى مالك. فلمَّا عادوا إلى مصر عادوا بمذهب مالك أصولاً وفروعاً، وأخذوا ينشرونه بين الناس عبر حلقات التدريس، والتصنيف. ثم أخذ لواء هذه المدرسة من بعدهم: أصبغ بن الفرج (ت 225 هـ)، والحارث بن مسكين (ت 250 هـ)، وغيرهما، ومن بعدهم: محمد بن عبد الله بن عبد الحكم (ت 268 هـ)، ومحمد بن الموَّاز (ت 269 هـ)، وغيرهما. ورغم ما أصاب هذه المدرسة من هزّات عنيفة، وخاصة بسبب فتنة خلق القرآن؛ إلا أنها ظلّت بدورها في النشاط المذهبي، والحضور العلمي؛ إلى أن أصابها وباء الحكم العُبيدي بمصر أواخر القرن السادس، فخبت أضواؤها نحو قرنين من الزمان، ثم استعادت مكانتها، وذاع صيتها إلى الآن. وتتميز هذه المدرسة باعتماد السُّنة الأثرية مع السنة النبوية، والأخذ بالحديث النبوي الذي يؤيده عمل أهل المدينة، وهو المنهج الذي ساد المذهب المالكي، وتبنَّته أكثر مدارسه. واحتلت المدرسة المصرية بزعامة ابن القاسم مركز الريادة بين المدارس المالكية؛ إذ على سماعات ابن القاسم، وما قدَّمه في (المدوَّنة) من آراء إلى جانب آراء مالك اعتمدت سائر المدارس المالكية عامة، ومدرسة إفريقية والأندلس خاصة، على أن سماعات ابن الحكم ومرويّاته عن مالك، وأشهب، وابن القاسم، كانت لها الحظوة الأولى عند المدرسة العراقية، شاركتها فيها (مدوَّنة ابن القاسم).

### ثالثاً: المدرسةالعراقية
ظهرت بالبصرة على يد بعض من كان بها من تلاميذ مالك؛ أمثال: عبد الرحمن بن مهدي (ت 198 هـ)، وعبد الله بن مَسْلَمة القَعْنَبي (ت 220 هـ)، وبعض من درسوا على كبار أصحاب مالك المدنيِّين؛ كيعقوب بن أبي شَيْبَة (ت 320 هـ)، وأحمد بن المعذل الراهب؛ الذي رفع راسة نشر المذهب بالعراق. غير أنه لم تظهر للمذهب قوته، ولم يبلغ ذروته بالعراق إلا في الطبقة التالية لهؤلاء؛ أيام قضاء آل حمّاد بن زيد؛ الذين برز منهم: إسماعيل بن إسحاق القاضي (ت 282 هـ)؛ أحد الذين شُهد لهم بالاجتهاد بعد مالك، ومن غيرهم: القاضي أبو الفرج عمرو بن عمرو (ت 330 هـ)، وغيره، ثم بالشيخ أبي بكر الأبهري (ت 375 هـ)، وكبار أتباعه؛ كأبي القاسم ابن الجلَّاب (ت 378 هـ)، وأبي الحسن ابن القصَّار (ت 398 هـ)، وأبي بكر الباقلاني (ت 403 هـ)، والقاضي عبد الوهاب (ت 422 هـ)، ونظرائهم من أفذاذ العلماء المالكيين العراقيين. وقد انقطعت المدرسة العراقية، وانقطع بها المذهب ببغداد: بوفاة أبي الفضل ابن عمروس سنة (ت 452 هـ). ونظراً لتأثر هذه المدرسة بالبيئة الفقهية في العراق؛ التي كان منهج أهل الرأي هو السائد فيها تميَّزت طريقة العراقيين - كما يطلق عليها المالكية المتأخرون - بميلها إلى الاستدلال الأصولي، والتحليل المنطقي للصور الفقهية، فضلاً عن اهتمامهم بالتقعيد الفقهي، وبالتخريج وجمع النظائر.

### رابعاً: مدرسةإفريقيةوالمغرب
كان المذهب السائد في بلاد إفريقية (تونس) - القيروان، وما وراءها من بلاد المغرب - مذهب الكوفيين، إلى أن غمرها المذهب المالكي؛ بواسطة تلاميذ الإمام مالك الوافدين إليه منها، والذين يربو عددهم على الثلاثين تلميذاً. وكان من أبرزهم أثراً أوائل الداخلين إليها: علي بن زياد (ت 183 هـ) مؤسس المدرسة بإفريقية، وعبد الرحيم بن الأشرس، والبهلول بن راشد (ت 183 هـ)، وعبد الله بن غانم (ت 190 هـ)؛ الذين يمثِّلون حجر الأساس في هيكلة المذهب المالكي بالمغرب. ثم جاء بعدهم تلميذا ابن زياد: أسد بن الفُرات (ت 213 هـ)؛ الذي كان له أعظم الأثر في تدوين فقه المدرسة؛ من خلال كتابه (الأسَديَّة)، وسُحنون (ت 240 هـ)؛ الذي غلب المذهب في أيامه، بعد أن أنتجت هذه المدرسة بتعاونها مع المدرسة المصرية ذاك الأثر الفقهي الخالد (المدوَّنة)؛ أملاها ابن القاسم بمبادرة من أسد بن الفُرات، وتحرير سُحْنون وتدقيقه، وتولَّت المدرسة التونسية القيروانية ضمان الحياة لها بنشرها وتدريسها. ثم خلَف هؤلاء كوكبة أخرى؛ من أبرزهم: أبو بكر اللبّاد (ت 333 هـ)؛ أحد حفاظ المذهب، وابن أبي زيد القيرواني (ت 386 هـ)؛ الذي استطاع أن يجمع ما تناثر من روايات وآراء لأئمة المذهب في كتابه الكبير: (النوادر والزيادات). وقد تمخَّضت المدرسة التونسية عن مدرسة مالكية أخرى هي: مدرسة فاس، والمغرب الأقصى، وهي في حقيقتها امتداد علمي لمدرسة تونس منهجاً وآراءً. وتأسست على يد درّاس بن إسماعيل (ت 357 هـ)؛ أوَّل من أدخل مدوَّنة سحنون إلى فاس، وعَمَر جامع القرويين بفقهه، كما عَمَر علي بن زياد جامع الزيتونة بعِلمه. وهذه المدرسة وإن تأخَّر ظهروها، إلا أنها أضحت فيما بعد الممثل للمذهب المالكي في المغرب العربي والأندلس، بعد أن صمدت -وأختها التونسية- في وجه الهزَّات السياسية الكثيرة، وخاصة جَور العُبَيديِّين، وظلمهم، واضطهادهم؛ حتى إذا ضعف العبيديُّون رجعت إليها قوَّتها، ونشط علماؤها في بث المذهب، وتصنيف المصنفات الجليلة؛ التي طار ذكرها في الآفاق. وتتميز هذه المدرسة بالعناية بتصحيح الروايات، وبيان وجوه الاحتمالات، مع ما انضاف إلى ذلك من تتبع الآثار، وترتيب أساليب الأخبار التي رواها الإمام من حيث دلالتها على الأحكام الشرعية، وضبط الحروف على حسب ما وقع في السماع؛ وذلك لأن هذه المدرسة تعتبر نتاج المدارس السابقة؛ ولذلك حاولت جمع ميزات تلك المدارس كلها.

### خامساً: المدرسةالأندلسية
كان أهل الأندلس منذ فُتِحَت على رأي الأوزاعي (ت 157 هـ)، وحتى أواخر عهد الأمير هشام الرضا (172-180هـ)، حتى جاءهم مؤسس المدرسة المالكية بها: زياد بن عبد الرحمن، الملقب بـ (شَبْطون) (ت 193 هـ)؛ أول من أدخل موطأ الإمام مالك إلى الأندلس؛ متفقِّهاً بالسماع منه. وكانت الأسباب في انتشار المذهب المالكي في الأندلس هو العداوة والبغضاء بين الأمويين والعباسيين أولًا، بالإضافة إلى تناسب طبيعة أهل الأندلس مع طبيعة أهل الحجاز في البساطة عكس أهل العراق  ويرجع الفضل في تثبيت مذهب مالك في الأندلس إلى يحيى بن يحيى الليثي تلميذ زياد، قبل أن يرحل إلى الإمام مالك؛ فقد كان المستشار الأول للخليفة عبد الرحمن بن الحكم، وكان الخليفة لا يستقضي قاضياً، ولا يعقد عقداً إلا عن رأيه؛ فمكَّن للمذهب وأهله. ثم حمله بعده تلميذه العُتْبي (ت 254 هـ)؛ الذي أخذ عنه كما أخذ عن الإمام سحنون، ثم دوَّن (مستخرجته)؛ التي جمع فيها أقوال مالك وأصحابه؛ فاعتنى بها أهل الأندلس، وعكفوا عليها، واعتمودها، وهجروا ما سواها. ثم أفضى الأمر بعده إلى تلميذه ابن لُبابة (ت 314 هـ)، ولم تزل هذه المدرسة يذيع صيتها، ويطير ذِكرها في الأندلس، إلى أن ابتلى الله أهل قرطبة بفتنة البربر في مطلع القرن الخامس؛ فمات بسببها كثير من العلماء، وفرَّ كثيرون إلى فاس وتلمسان وغيرها؛ فضعفت المدرسة في الأندلس، وزاد من ضعفها عدم اعتناء أهلها بالعلوم العقلية والاستدلال، وانكبابهم على دراسة المسائل والفروع الجزئية؛ حتى كاد الفقه يموت؛ لولا أن الله تعالى مَنَّ بالإمام أبو الوليد الباجي (ت 474 هـ)؛ الذي رحل إلى المشرق، ودرس على كبار علمائه؛ كالإمام عبد الله بن أحمد الهروي المالكي (ت 435 هـ)، ثم عاد إلى الأندلس بعلم غزير، وأقبل على التدريس والتصنيف؛ جامعاً بين طريقة النُّظّار من البغداديين، وحذّاق القرويين، والقيام بالمعنى والتأويل؛ فلقى منهجه قبولاً كبيراً لدى كبار علماء الأندلس؛ كابن رشد الجد (ت 520 هـ)، وأبي بكر الطرطوشي (ت 520 هـ)؛ تلميذ الباجي، وشيخ الإسلام القاضي عياض (ت 544 هـ)، وغيرهم.
وجاء بعد هؤلاء كوكبة من العلماء اتجهت إلى جمع المذهب فروعاً وقواعد؛ كابن الحاجب (ت 646 هـ)، وشهاب الدين القرافي (ت 684 هـ)، وخليل بن إسحاق الجندي (ت 767 هـ) صاحب المختصر الفقهي، ولكن هؤلاء اتجهوا في طريقتهم إلى الاختصار، واعتماد آراء معيّنة في الفقه، واعتبارها هي المذهب؛ مما حدا ببعض علماء المذهب من الأندلسيين كالشاطبي (ت 790 هـ)، ومن غيرهم كابن عرفة التونسي (ت 803 هـ)؛ إلى اعتبار ذلك قتلاً للفقه، محاولين في الوقت نفسه إعادة بعث طريقة النُّظار والمحقّقين، المعتنين بالاستدلال والتعليل. وقد استمرت هذه المدرسة في قوتها ونشاطها إلى أن سقطت الأندلس سنة (897 هـ)؛ حيث هاجر علماؤها إلى شمال أفريقيا، وتركّزت إقامتهم غالباً في فاس بالمغرب، والقيروان بتونس؛ وتلمسان بالجزائر؛ فغابت المدرسة الأندلسية عن بلدها الأندلس، ولكن بقي حضورها العلمي ماثلاً من خلال انصهارها مع مدرسة المغرب.
وهذه المدرسة تُعَدُّ في آرائها الفقهية امتداداً علمياً للمدرسة التونسية؛ لقوة الاتصال بين المدرستين، وتداخل نشاطهما العلمي؛ ولهذا فإن العلماء المغاربة في اصطلاح المتأخرين: يُشار بهم إلى علماء من كِلا المدرستين: ابن أبي زيد (ت 386 هـ)، وابن القابسي (ت 403 هـ)، وابن اللباد (ت 333 هـ)، وأبو الوليد الباجي (ت 474 هـ)، وأبو الحسن اللخمي (ت 478 هـ)، وأبو القاسم بن محرز القيرواني (ت 450 هـ)، وابن عبد البر (ت 463 هـ)، وأبو بكر بن العربي (ت 543 هـ)، ونظرائهم من فحول علماء المالكية المغاربة. والمقدَّم عند المالكية عند الاختلاف بين هذه المدارس -سواء كان الخلاف في الرواية عن مالك، أو كان خلافاً في تشهير الأقوال- هو: تقديم المدرسة المصرية، ثم المغربية، ثم المدنية، ثم العراقية، وإنما اكتسب من اكتسب منها التقديم بالاعتماد على راوية ابن القاسم؛ فإن روايته وتشهيره مقدَّمان على رواية وتشهير من سواه.

## أشهر مصنفات المذهب

كتاب الخلاصة الفقهية على مذهب السادة المالكية للمؤلف الجزائري محمد العربي القروي، هو كتاب يبحث في مسائل فقهية على المذهب المالكي، حيث اعتمد فيه الكاتب على إخراج المسألة العلمية، والتوسّع في حشدها وتبسيطها، حتى يحل معضلاتها ويصيرها سهلة لكل من يقرأها، بحلول مبسطة قريبة إلى الفهم، إضافة إلى إلقائه طريقة السؤال والجواب، حتى يأنس بها طلاب العلم، وقد اعتمد المؤلف في طبعته التي تقع في 330 صفحة من القطع الكبير، على أوثق مصادر المذهب المالكي وأصح كتبه التي بها القضاء والفتيا، كالمختصر الخليلي.

كتاب إرشاد السالك إلى أشرف المسالك للشيخ الفقيه الحافظ شهاب الدين عبد الرحمن بن محمد بن عسكر البغدادي (ت 732 هـ) من المختصرات الفقهية التي أُلِّفت على طريقة مالكية أهل العراق.

كتاب تراجم فقهاء مالكية من خلال مخطوط الجامع الكبير يعدّ مخطوط «الجامع الكبير» من أشهر المخطوطات في تراجم أعيان الفقهاء المالكية للشيخ العلامة عبد الرحمن الثعالبي. فقد اشتمل المخطوط على ما يقارب المئة ترجمة في مختلف القرون الزمنية من القرن الهجري الثالث إلى مطلع العام الهجري التاسع. ونظراً لما كان لهذا المخطوط من أهمية تاريخية وإسلامية وضعت الأستاذة أمينة سليمة صاري دراسة محققة لهذا المخطوط.

### أولاً: مصنفات مرحلة النشوء والتكوين
وعامة الكتب المشهورة في هذه الفترة -عدا الموطأ- هي تلك التي جمعت الآراء الفقهية للإمام في مرويات تختلف باختلاف تلاميذه، وقد يضاف إليها الآراء الشخصية، والترجيحات، والاستنباطات؛ التي توصَّل إليها صاحب الإمام في القضايا المرويَّة، أو المستجدة، وهذه الكتب تمثِّل اللَّبِنة الأساسية لمذهب الإمام مالك، وما اعتمد منها هي أمهات المذهب ودواوينه، ومن أهم هذه الكتب وأكثرها اعتماداً ما يلي:
1. الموطأ: لإمام المذهب مالك بن أنس (ت 179 هـ)، وهو كتاب المذهب الأول، وقد جمع فيه بين الفقه والحديث، وبناه على تمهيد الأصول للفروع.
2. المدوَّنة: لسُحنون بن سعيد التنوخي (ت 240 هـ)، وهي أصل الفقه المالكي وعمدته، وأشرف ما صُنِّف فيه من الدواوين؛ ولهذا فهي مقدَّمة على غيرها بعد الموطأ.
3. الواضحة في السنن والفقه: لعبد الملك بن حبيب السُّلمي (ت 238 هـ)، ثانية الأمهات والدواوين، جمعها مؤلِّفها من رواياته عن ابن القاسم وأصحابه، وانتشرت في بلاد الأندلس، واعتنى بها أهلها، وشرحها ابن رشد.
4. المستخرجة من الأسمعة (العُتْبيَّة): لمحمد بن أحمد العُتْبي (ت 255 هـ)، ثالثة الأمهات والدواوين، وهي سماعات جمعها العُتبي من مالك، وأضاف إليها الكثير من المسائل الفقهية، وقد حازت القبول عند العلماء؛ حتى هجروا كتاب الواضحة، واعتمدوها.
5. المَوَّازيَّة: لمحمد بن إبراهيم، المعروف بابن الموَّاز (ت 269 هـ)، رابعة الأمهات والدواوين، وهي من أجل كتب المالكية؛ حتى إن القابسي فضَّلها على سائر الأمهات، وتُعد سماعات ابن المواز وآراؤه قمة ترجيحات المدرسة المالكية المصرية في هذا الطور.
6. المجموعة: لمحمد بن إبراهيم بن عبدوس (ت 260 هـ)، وقد اعتبرت خامسة الدواوين؛ إذ هي كتاب رجل أتى بعلم مالك على وجهه.
7. المبسوط في الفقه: لأبي إسحاق إسماعيل بن إسحاق القاضي (ت 282 هـ)، سادس الدواوين، ومنه تعرف طريقة البغداديين في الفقه والتأليف.
8. مختصرات عبد الله بن عبد الحكم (ت 214 هـ): وهي المختصر الكبير؛ اختصر فيه سماعاته عن أشهب، والمختصر الأوسط، والمختصر الصغير، وعلى سماعات ابن عبد الحكم ومرويَّاته بعد الموطأ معوَّل المدرسة العراقية.

### ثانياً: مصنفات مرحلة التطور
وتنقسم المصنفات المعتمدة في هذه المرحلة إلى قسمين؛ هما مصنفات الفقه النظري، ومصنفات الفقه التطبيقي.

#### مصنفات الفقه النظري
ويُعنى بها: كتب الفقه العام؛ مذهبياً كان، أو مقارَناً؛ ومنها:
1. كتب أبي بكر الأبهري (ت 375 هـ): وأشهر كتبه: شرح مختصر ابن عبد الحكم الكبير، وشرح مختصر ابن عبد الحكم الصغير. والمختصران محور اجتهادات المدرسة العراقية، ومعتمدها.
2. التفريع: لابن الجلَّاب (ت 378 هـ)، وهو من أجل كتب المالكية؛ لما اشتمل عليه من بحوث ونقول، ويندر أن تجد كتاباً مالكياً لم يعتمد كتاب التفريع.
3. كتب ابن أبي زيد القيرواني (ت 386 هـ)؛ أحد الشيخين اللذين لولاهما لذهب المذهب، وقد نالب كتبه وفتاويه تقدير المالكية وإعجابهم قديماً وحديثاً، واشتُهرت من مؤلفاته ثلاثٌ عليها اعتماد الفقهاء: (الرسالة)، و(النوادر والزيادات)، و(مختصر المدوَّنة). وعلى الكتابين الأخيرين معوَّلُ المالكية في عصره، وبعد عصره.
4. عيون الأدلة في مسائل الخلاف بين فقهاء الأمصار: لأبي الحسن بن القصَّار (ت 398 هـ)؛ أحد القاضيين اللذين لولاهما لذهب المذهب، وإلى كتبه احتكم الباجي وأهل الشام؛ فدلَّ على اعتمادها.
5. كتب القاضي عبد الوهاب بن نصر (ت 422 هـ): وكتبه تمثِّل زبدة التطور في آراء علماء المالكية في العراق، كما تمثِّل الاندماج بين آراء المدرستين: العراقية والقيروانية. ويعد كتاب (التلقين) أشهر كتب القاضي عبد الوهاب؛ التي عكف عليها المالكيُّون شرقاً وغرباً.
6. تهذيب المدوَّنة: لخلف بن سعيد البراذعي (ت 438 هـ)، وعليه معوَّل أكثر أهل المغرب، والأندلس، واعتمده المشيخة من أهل إفريقية، وتركوا ما سواه.
7. الجامع لمسائل المدوَّنة والأمهات: لأبي بكر ابن يونس الصقلِّي (ت 451 هـ)، وكان يسمَّى مصحف المذهب؛ لصحة مسائله، واعتمده خليل بن إسحاق الجندي في (مختصره).
8. المنتقى شرح الموطأ: لأبي الوليد الباجي (ت 474 هـ)، من أحسن الكتب المؤلفة في المذهب، وهو في حقيقته موسوعة فقه مقارن.
9. التبصرة: لأبي الحسن علي بن محمد اللخمي (ت 478 هـ)، وهو أحد الأئمة الأربعة المعتمدة ترجيحاتهم في (مختصر خليل).
10. كتب ابن رشد الجد: أبي الوليد محمد بن أحمد (ت 520 هـ)، أحد الأربعة الذين اعتمدهم خليل في (مختصره)، وأشهر كتبه، وأكثرها تداولاً بين العلماء: (البيان والتحصيل)، و(المقدمات الممهدات)، و(فتاوى ابن رشد).
11. كتب المازري: أبي عبد الله محمد بن علي (ت 526 هـ)، أحد الأربعة الذين نالوا اعتماد خليل في (مختصره)، وكتبه هي: (التعليقة على المدونة)، و(شرح التلقين)، و(الفتاوى).
12. كتاب التنبيهات: للقاضي عياض (ت 544 هـ)، وعليه المعوَّل في حل ألفاظ (المدونة)، وتحليل رواياتها، وتسمية رواتها.
13. عقد الجواهر الثمينة في مذهب عالم المدينة: لأبي محمد عبد الله بن نجم بن شاش (ت 610 هـ أو 616 هـ)، أحد الكتب التي عكف عليها المالكيُّون شرقاً وغرباً.
14. الذخيرة: لأبي العباس أحمد بن إدريس القرافي (ت 684 هـ)، من أجل كتب المالكية، جمع فيه مصنفه بين خمسة كتب؛ هي: (المدونة)، و(عقد الجواهر الثمينة)، و(التلقين)، و(التفريع)، و(الرسالة)، وامتاز ببيان عِلل الأحكام، وتطبيق الفروع على الأصول، وطول النفس في مسائل الخلاف.

#### مصنفات الفقه التطبيقي
وتضم كتب الفتاوى والنوازل، والكتب التي تركز على علم القضاء، والوثائق، والشروط؛ ومنها:
1. وثائق ابن العطار: محمد بن أحمد الأموي، المعروف بابن العطار (ت 399 هـ).
2. كتاب الوثائق والشروط لابن الهندي: أحمد بن سعيد بن إبراهيم الهمداني، المعروف بابن الهندي (ت 399 هـ).
3. المقنع في أصول الأحكام: لسليمان بن محمد البَطَلْيَوْسي (ت 402 هـ).
4. الإعلام بنوازل الأحكام: المشتهر بأحكام ابن سهل أو نوازل ابن سهل لعيسى بن سهل الأسَدي (ت 486 هـ).
5. النهاية والتمام في معرفة الوثائق والأحكام: لأبي الحسن علي المتِّيطي (ت 570 هـ).

### ثالثاً: مصنفات مرحلة الاستقرار
وتنقسم المصنفات المعتمدة في هذه المرحلة إلى قسمين أيضاً: مصنفات الفقه النظري، ومصنفات الفقه التطبيقي.

#### مصنفات الفقه النظري
ومن أهمها:
- الجامع بين الأمهات (مختصر ابن الحاجب): عثمان بن عمر بن أبي بكر بن يونس الشهير بابن الحاجب (ت 646 هـ)، الكتاب المعتمد في أواخر القرن السابع، وطيلة القرن الثامن، وشرحه خليل بن إسحاق الجندي بـ (التوضيح)، ومنهما أخرج مختصره.
- كتب ابن بُزَيْزة: أبو محمد عبد العزيز بن إبراهيم التيمي القرشي الشهير بابن بزيزة التونسي (ت 673 هـ) الإمام المشهور في الفقه والحديث والتفسير وأحد رجال المذهب الذين اعتمد خليل ترجيحهم في توضيحه، له (روضة المستبين في شرح التَّلقين)[52]، و(الإسعاد في شرح الإرشاد)، وقد اعتمده خليل في التشهير.
- شروح رسالة ابن أبي زيد القيرواني: ومن أهمها:

1. شرح أبي الحسن الصغير على الرسالة: لعلي بن محمد الزرويلي (ت 719 هـ).
2. شرح ابن ناجي: قاسم بن عيسى (ت 838 هـ).
3. تحرير المقالة في شرح الرسالة: لأبي العباس أحمد القلشاني (ت 863 هـ).
4. شرح أحمد زرُّوق: أحمد بن أحمد بن محمد بن عيسى البرنسي الفاسي المعروف بزروق (ت 899 هـ).
5. كفاية الطالب الرباني على رسالة ابن أبي زيد القيرواني: لعلي بن محمد المنوفي (ت 939 هـ).
6. الفواكه الدواني شرح رسالة ابن أبي زيد القيرواني: لأحمد بن غنيم النفراوي (ت 1125 هـ).
7. شرح محمد جَسُّوس: أبو عبد الله محمد بن قاسم جسوس (ت 1182 هـ).
8. الثمر الداني في تقريب المعاني: لصالح عبد السميع الآبي (ت 1285 هـ).

- شروح الجامع بين الأمهات لابن الحاجب: ومن أكثرها تداولاً:

1. الشهاب الثاقب في شرح مختصر ابن الحاجب: لمحمد بن راشد القَفْصي (ت 736 هـ).
2. تنبيه الطالب لفهم كلام ابن الحاجب: لمحمد بن عبد السلام الهوَّاري (ت 749 هـ).
3. التوضيح: لخليل بن إسحاق الجندي (ت 776 هـ).

- مختصر خليل بن إسحاق: مختصر الشيخ خليل بن إسحاق الجندي (ت 776 هـ) ويمثل آخر خطوات التأليف الفقهي في المذهب المالكي؛ إذ كل من جاء بعده لم يخرج عنه، وهو عمدة المالكية منذ القرن الثامن.
- المختصر الفقهي لابن عرفة: محمد بن محمد الوَرْغَمي التونسي المعروف بابن عرفة (ت 803 هـ)، ويتميز باصطلاحاته، وحدوده؛ التي عليها المعتمد في أوائل الكتب، وفيه مناقشات لابن الحاجب.
- شروح مختصر خليل: ومن أهمها:

1. شرح بهرام بن عبد الله الدُّمَيري (ت 803 هـ أو 805 هـ).
2. المنزع النبيل في شرح مختصر خليل: لمحمد ابن مرزوق[53] (الحفيد) (ت 842 هـ).
3. شرح محمد بن محمد بن سراج الغرناطي (ت 848 هـ). واعتمده الموَّاق، وأكثر عنه.
4. شرحا محمد بن يوسف العَبْدَري المشهور بالموَّاق (ت 897 هـ).
5. شرحا حُلُولو الكبير والصغير: لأبي العباس أحمد بن عبد الرحمن الزّلِيطْنِي المعروف بـ«حلُولُو» المتوفى سنة (898 هـ).
6. شفاء الغليل في حل مقفل خليل (حاشية ابن غازي): محمد بن أحمد العثماني المكناسي (ت 919 هـ).
7. مواهب الجليل في شرح مختصر خليل: لأبي عبد الله محمد بن محمد بن عبد الرحمن الرعيني الشهير بالحطاب (ت 953 هـ أو 954 هـ). وهو أكثر الشروح تحريراً وإتقاناً، ومنه استمد الشرَّاح بعده.
8. حاشية مصطفى الرماصي (ت 1136 هـ) على (فتح الجليل شرح مختصر خليل) لشمس الدين التتائي (ت 942 هـ)؛ إذ حصل له الوهم في مواضع كثيرة جداً؛ نقلاً، وتقريراً، وبحثاً؛ فبيَّنها الرماضي الجزائري في حاشيته.
9. شرح أحمد الدردير: أحمد بن محمد العدوي الشهير بالدردير (ت 1201 هـ). من كتب الفتوى في المغرب.
10. حاشية الدسوقي على الشرح الكبير للدردير: لمحمد بن أحمد بن عرفة الدسوقي (ت 1230 هـ)، وعليها عوَّل فقهاء الزيتونة في الدروس، والفتاوى، والأحكام.

ومن الشروح المتداولة، ووقع خلاف كبير في كونها معتمدة؛ لكثرة مخالفتها للراجح المعتمد في المذهب: شروح علي الأجهوري (ت 1066 هـ)، وتلاميذه الذين يقلدونه غالباً: عبد الباقي الزرقاني (ت 1099 هـ)، ومحمد بن عبد الله الخِرْشي (ت 1101 هـ)، وإبراهيم الشبراخيتي (ت 1106 هـ). ولذلك ينبغي لم قرأ شرح الزرقاني أن ينظر في حواشيه التي نبهت على أوهامه؛ كحاشية محمد البناني (ت 1194 هـ)، ومحمد التاودي بن سودة (ت 1209 هـ)، ومحمد الرهوني (ت 1230 هـ)، ومحمد بن المدني كَنُون (ت 1302 هـ)، وكلها حواش معتمدة، كما ينبغي عند النظر في شروح الأجهوري النظر معها في شرح الدسوقي، وبُلْغَة السالك لأبو العباس أحمد بن محمد الخلوتي، الشهير بالصاوي المالكي (ت 1241 هـ).
- المرشد المعين على الضروري من علوم الدين: لعبد الواحد بن عاشر (ت 1040 هـ). وهي منظومة عديمة المثال في الاختصار، وكثرة الفوائد، والتحقيق، وموافقة المشهور.
- الدر الثمين والمورد المعين شرح المرشد المعين: لمحمد بن أحمد ميَّارة (ت 1072 هـ).
- المجموع وشرحه وحاشيته (ضوء الشموع على شرح المجموع): لمحمد بن محمد الأمير الكبير (ت 1232 هـ)، و(المجموع) شبيه بمختصر خليل من حيث الترتيب، والاستدلال، والأهمية، والطابع، وكذلك الاستيعاب؛ إذ زاد فروعاً على خليل، وانتقده في بعض المسائل.

#### مصنفات الفقه التطبيقي
وتضم كتب الفتاوى والنوازل، والقضاء والتوثيق، وما جرى به العمل، ومن أهمها:
1. تبصرة الحكَّام في أصول الأقضية ومناهج الحكَّام: لإبراهيم ابن فَرْحُون (ت 799 هـ).
2. تحفة الحكام في نكت العقود والأحكام: لمحمد بن محمد بن عاصم (ت 829 هـ).
3. جامع مسائل الأحكام مما نزل من القضايا بالمفتين والحكَّام (نوازل البُرْزُلي في الفقه والفتاوى): لأحمد بن محمد البُرْزُلي (ت 841 هـ أو 844 هـ).
4. الدرر المكنونة في نوازل مازونة (المازونية): لأبي زكريا يحيى بن موسى المازوني (ت 883 هـ).
5. الدر النثير على أجوبة أبي الحسن الصغير: لإبراهيم بن هلال الصنهاجي (ت 903 هـ).
6. المعيار المُعْرِب عن فتاوى علماء إفريقية والأندلس والمغرب: لأحمد بن يحيى الوَنشَريسي (ت 914 هـ)، وهو أجمع ما وُجد من كتب النوازل.
7. الإتقان والإحكام شرح تحفة الحكَّام: لمحمد بن أحمد ميَّارة (ت 1096 هـ).
8. شرح التحفة: لمحمد التاودي بن سودة (ت 1209 هـ).
9. مؤلفات محمد بن أبي القاسم السِّجِلْماسي (ت 1214 هـ): له (شرح العمل الفاسي)، و(فتح الجليل الصمد في شرح التكميل والمعتمد)[55]؛ ونظمٌ للعمل المطلق وشرحه.
10. البهجة في شرح التحفة[56]: لعلي بن عبد السلام التَّسُولِّي (ت 1258 هـ).
11. مؤلفات المهدي الوزَّاني (ت 1342 هـ): ومنها: المعيار الكبير (المعيار الجديد)، والمنح السامية في النوازل الفقهية (نوازل الوزَّاني)، تحفة الحذَّاق بنشر ما تضمّنته لامِيَّة الزَّقاق (حاشية الوزاني على شرح لاميَّة الزَّقاق للتاودي).[57]

ومن الكتب التي لا تعتمد لخروجها عن المشهور: الأجوبة الناصرية في بعض مسائل البادية لابن ناصر الدرعي (ت 1085 هـ)، ونوازل الوَرْزازي (ت 1166 هـ)، ونوازل عِليش (ت 1299 هـ).

### رابعاً: كتب تراجم علماء المذهب
من أهم كتب تراجم المالكية:
- ترتيب المدارك وتقريب المسالك لمعرفة أعلام مذهب مالك — القاضي عياض
- الديباج المذهب في معرفة أعيان علماء المذهب — ابن فرحون
- تراجم فقهاء مالكية من خلال مخطوط الجامع الكبير — عبد الرحمن الثعالبي
- شجرة النور الزكية في طبقات المالكية — محمد بن محمد مخلوف
- كفاية المحتاج لمعرفة من ليس في الديباج[60] — أحمد بابا التنبكتي
- نيل الابتهاج بتطريز الديباج — أحمد بابا التنبكتي
- توشيح الديباج وحلية الابتهاج[61] — القاضي بدر الدين محمد بن يحيى بن عمر القرافي
- جمهرة تراجم الفقهاء المالكية — قاسم علي سعد

## أشهر مصطلحات المذهب الفقهية
لكل مذهب من المذاهب الفقهية اصطلاحات تختص به، كما أن له مصطلحات يشترك فيها مع غيره من أصحاب المذاهب، ومصطلحات المذهب المالكي يمكن تقسيمها إلى مصطلحات خاصة بالأعلام والأئمة، ومصطلحات خاصة بالكتب، ومصطلحات خاصة بالمذاهب والآراء، ومصطلحات خاصة بالترجيح والتشهير في المذهب.

### أولاً: المصطلحات الخاصة بالأعلام والأئمة
وهي على قسمين: كلميَّة، وحرفية:

#### المصطلحات الكلميّة
ومنها:
1. الأخوان: مطرِّف بن عبد الله، وابن الماجشون.
2. الأستاذ: أبو بكر الطرطوشي.
3. الإمام: أبو عبد الله المازري.
4. الجمهور: الأئمة الأربعة؛ إن كان في كتب الخلاف العالي. أو: جلُّ الرواة عن مالك، أو جلُّ المالكية؛ إن كان في كتب الخلاف داخل المذهب.
5. الفقهاء السبعة: فقهاء المدينة السبعة في عصر التابعين.
6. الشيخ: ابن أبي زيد القيرواني عند ابن عرفة وغيره. أو: خليل عند بَهْرام. أو: ابن عبد السلام عند خليل في (التوضيح).
7. الشيخان: ابن أبي زيد القيرواني، وابن القابسي. وقيل: وأبو بكر الأبهري.
8. شيخنا: العدوي؛ عند بعض المالكية؛ كالأمير الكبير.
9. شيخنا ق: إبراهيم اللقاني؛ عند الزرقاني في (شرحه).
10. الصقلِّيِّان: ابن يونس، وعبد الحق الصقلِّي.
11. العراقيُّون: الحنفية؛ إن كان في مقابل المدنيين، أو المالكية عموماً. أو: القاضي إسماعيل، وابن الجلاب، ونظراؤهم؛ إن كان في مقابل بعض المالكية؛ كالمدنيين، أو المغاربة.
12. القاضي: عبد الوهاب بن علي بن نصر.
13. القاضيان: ابن القصَّار، وعبد الوهاب.
14. القضاة الثلاثة: ابن القصار، وعبد الوهاب، وأبو الوليد الباجي.
15. القرينان: أشهب بن عبد العزيز، وابن نافع الصائغ.
16. المتأخرون: ابن أبي زيد، ومن بعده من علماء المالكية.
17. المتقدمون: تلاميذ مالك، وأتباعهم قبل ابن أبي زيد.
18. محمد: إذا أطلق؛ فهو ابن المواز.
19. المحمَّدان: ابن الموَّاز، وابن سحنون.
20. المحمَّدون: ابن الموَّاز، وابن سحنون، وابن عبدوس، وابن عبد الحكم.
21. المدنيُّون: المالكية عموماً إن كان ذلك في مقابل كلام العراقيين، وإلا فالرواة عن مالك من أهل المدينة؛ وهم: ابن كنانة، وابن الماجشون، ومطرِّف، ونظراؤهم.
22. المصريون: ابن القاسم، وأشهب، وأصبغ بن الفرج، ونظراؤهم.
23. المغاربة: ابن أبي زيد، وابن القابسي، وابن اللباد، واللخمي، والباجي، وابن العربي، وابن عبد البر، وابن رشد، والقاضي عياض، وأضرابهم.

#### المصطلحات الحرفية
وهي التي تشير إلى أسماء الأئمة بحرف، أو حرفين من أسمائهم، ومنها:
1. بب: أحمد بابا بن أحمد التنبكْتي (ت 1036 هـ)، صاحب (نيل الابتهاج) في التراجم.
2. بن: محمد بن الحسن البَنَّاني (ت 1194 هـ). وقد يشيرون بـ: مب.
3. ت، أو: تو: التاودي.
4. تت: محمد بن إبراهيم التتائي (ت 942 هـ).
5. ج: محمد بن الحسن الجنوي (ت 1220 هـ).
6. جس: محمد بن الطيب جَسُّوس (ت 1273 هـ).
7. ح: الحطَّاب.
8. خ: خليل.
9. خش: الخِرْشي.
10. د: أحمد زرُّوق.
11. ره: الرُّهوني.
12. ز: عبد الباقي الزرقاني. أو: عب. أو: عبق.
13. س: محمد بن عبد السلام الهوَّاري (ت 746 هـ).
14. شب: الشبْرَاخيتي.
15. ع: ابن عرفة.
16. صر: ناصر الدين اللقاني (ت 958 هـ).
17. طخ: الطُّخيخي.
18. عج: علي الأجهوري.
19. غ: ابن غازي.
20. ق: الموَّاق.
21. مس: المسْناوي (ت 1136 هـ).
22. مق: ابن مرزوق.
23. محشي تت: مصطفى الرَّمَّاصي. أو: طفى. أو: ر.
24. م: ميَّارة في (البهجة). أو: بَهْرام؛ كما في شرح زَرُّوق على (الرسالة).

### ثانياً: المصطلحات الخاصة بالكتب
وهي على قسمين: كلميَّة، وحرفية:

#### المصطلحات الكلميّة
ومنها:
1. الأم: المدوَّنة.
2. الأمهات: المدوَّنة، والموَّازيَّة، والعُتبيَّة، والواضحة.
3. الدواوين: الأمهات السابقة، إضافة إلى (المبسوط) للقاضي إسماعيل، و(المجموعة) لابن عبدوس، ويضيف بعضهم (المختلطة) لابن القاسم. وفيه نظر؛ لأن (المختطلة) هي (المدونة) قبل ترتيب سحنون، أو هي: (المدونة) لسُحنون؛ لما بين أبوابها من الاختلاط.
4. الكتاب: المدوَّنة.
5. المص، أو: الأصل: مختصر خليل.

#### المصطلحات الحرفية
ومنها:
1. حش: حاشية علي الصعيدي العدوي على شرح الخرشي لمختصر خليل.
2. ضيح: التوضيح.
3. فيها: المدونة. وعند بعضهم: تهذيب المدونة.
4. منها: المدونة.
5. ك: شرح الخرشي الكبير.
6. مج: مجموع الأمير.

### ثالثاً: المصطلحات الخاصة بالمذاهب والآراء
ومنها:
1. الاستقراء: تتبُّع الحكم في جزئياته على حالة يغلب الظن أنه في صورة النزاع على تلك الحالة.
2. الإجراء: إعطاء حكم لنازلة غير منصوصة وفق قواعد المذهب وأصوله من مسألة أخرى منصوصة.
3. الأقوال، والقولان: أقوال أصحاب مالك، ومن بعدهم من المتأخرين كابن رشد. أو: مالك أحياناً.
4. التخريج أو القول المُخَرَّج: ما تدل أصول المذهب على وجوده، ولم ينصُّوا عليه؛ فتارة يخرَّج من المشهور؛ وتارة من الشاذ.
5. التردُّد: تردد المتأخرين لعدم نص المتقدِّمين. أو: تردد المتأخرين؛ وهو: اختلافهم في العزو للمذهب؛ المسمَّى بالطُّرُق.
6. الروايات: أقوال مالك التي رُويت عنه.
7. سكتوا عنه: تشير إلى البَنَّاني، والرُّهوني، والتاودي.
8. الطريق، والطرق: اختلاف الشيوخ في كيفية نقل المذهب؛ هل هو على قول واحد، أو على قولين، أو أكثر.
9. المنصوص: أقوال مالك، أو أصحابه المتقدمين. وأحياناً: أقول المتأخرين.

### رابعاً: المصطلحات الخاصة بالترجيح والتشهير
ومنها:
1. الاتفاق: اتفاق علماء المذهب المعتد بهم، دون غيرهم.
2. الإجماع: اتفاق جميع العلماء من المالكية وغيرهم. وقد يستعملون الاتفاق في محل الإجماع، والعكس.
3. المشهور: ما كثُرَ قائلُه؛ على المعتمد. وقيل: ما قوى دليله؛ فيكون بمعنى الراجح. وقيل: هو قول ابن القاسم في (المدونة).
4. الأشهر: يدل على أن في المسألة قولين؛ المشهور منهما دون الآخر في الرُّتبة.
5. الراجح: ما قوى دليلُه. وقيل: ما كثُر قائله. والصواب الأول.
6. الضعيف: مقابل الراجح، وهو: ما لم يَقْوَ دليله.
7. الصحيح: القول الذي قَوِيَ دليله.
8. الأصح: أحد القولين الصحيحين، المرجَّح على الآخر بوجه من وجوه الترجيح.
9. الفاسد: فاسد الدليل.
10. الظاهر: ما ليس فيه نص؛ إذا ظهر من جهة الدليل، أو من جهة المذهب.
11. الأظهر: ما ظهر دليله واتضح؛ بحيث لم يبق فيه شبهة.
12. المذهب: آراء مالك الاجتهادية، وآراء من بعده. وعند المتأخرين: ما عليه الفتوى (من إطلاق الشيء على جزئه).
13. المعتمد: القوي؛ سواء كانت قوته لرجحانه، أو لشُهرته.
14. المعروف: القول الثابت عن مالك، أو أحد أصحابه.
15. المُنكَر: الذي لم تثبت نسبتُه إلى مالك، أو إلى أحد أصحابه.
16. المفتى به، أو ما به الفتوى: القول الراجح، أو المشهور. فلا يُفتى بغيرهما.
17. الذي جرى عليه العمل: أن يصحِّح أحد شيوخ المذهب المتأخرين قولاً غير مشهور، ولا راجح؛ فيفتى به، ويعمل به، وتجري الأحكام بناء على تصحيحه؛ رعاية للعُرف، أو لكونه طريقاً لجَلْب مصلحة، أو لدَرء مفسدة.
18. الأحسن: ما استحسنه الإمام، لا الأحسن من الأقوال.
19. الأوْلَى: بمعنى الأحسن.
20. الأشبه: الأشبه بالأصول من القول المعارض له. أو: أن يكون في المسألة قولان قياسيَّان، إلا أن أحدهما أقرب شبهاً بالأصل المقاس عليه.
21. المختار: ما اختاره بعض الأئمة لدليل رجَّحه به. سواء وافق المشهور أم لا.
22. الصواب: مقابل الخطأ، وقد يشار به إلى اختيار بعض المتأخرين.
23. الأصوب: أن يكون قولان كلاهما صواب، وأحدهما أرجح من الآخر.
24. الحق: تحقيق صواب ما ذُهب إليه من أقوال في المسألة، أو تقييدها. ويقابله: الوهم.

## أعلام المذهب المالكي
- مالك بن أنس.
- أبو ذر الهروي.
- ابن الماجشون.
- عبد القادر بن علي المشاط.
- محمد علوي المالكي.
- عبد الرحمن بن القاسم العتقي.
- عبد الله بن وهب.
- أشهب بن عبد العزيز.
- عبد الله بن عبد الحكم.
- اصبغ بن الفرج.
- خليل بن إسحاق الجندي.
- تقي الدين الأخنائي.
- ابن الحاجب.
- أحمد الدردير.
- إبراهيم اللقاني.
- سليم البشري.
- محمد عليش.
- ابن عطاء الله السكندري.
- أبو الفوز أحمد المرزوقي.
- أحمد بن محمد الصاوي.
- علي الصعيدي العدوي.
- زين الدين علي بن مخلوف.
- عبد الباقي الزرقاني.
- محمد بن عبد الباقي الزرقاني.
- محمد الأمير الكبير.
- محمد بن عبد الله الخرشي.
- شهاب الدين القرافي.
- شهاب الدين النفراوي.
- يوسف الدجوي.
- أحمد الطيب.
- أحمد كريمة.
- أبو القاسم السهيلي.
- أبو بكر الطرطوشي.
- أبو عبد الله السكوني.
- ابن جزي الغرناطي.
- القرطبي.
- الشاطبي.
- أبو بكر بن العربي.
- أبو الوليد الباجي.
- ابن رشد الجد.
- ابن عبد البر.
- ابن عطية الأندلسي.
- ابن مالك الأندلسي.
- ابن سابق الصقلي.
- ابن بطال.
- ابن برجان.
- ابن سيده.
- أسد بن الفرات.
- سحنون بن سعيد.
- أبو الحسن القابسي.
- المازري.
- ابن جميل الربعي.
- ابن عرفة.
- ابن خلدون.
- ابن بزيزة.
- عمر المحجوب.
- إسماعيل التميمي.
- أبو القاسم البرزلي.
- ابن أبي زيد القيرواني.
- مكي بن أبي طالب.
- محمد بن خليفة الأبي.
- أبو الحسن علي النوري الصفاقسي.
- محمد الطاهر بن عاشور.
- ابن زكري التلمساني.
- أحمد المقري التلمساني.
- أبو عبد الله الشريف التلمساني.
- أبو العباس الونشريسي.
- عبد الرحمن الثعالبي.
- عبد الرحمن الأخضري.
- عبد الحميد بن باديس.
- البشير الإبراهيمي.
- محمد الطاهر آيت علجت.
- محمد بن عبد الكريم المغيلي.
- محمد الخضر حسين.
- محمد بن مرزوق الجد.
- محمد بن مرزوق الحفيد.
- محمد بن علي السنوسي.
- محمد بن يوسف السنوسي.
- محمد العربي التباني.
- القاضي عياض.
- الطيب بن كيران.
- تقي الدين الفاسي.
- ابن الحاج الفاسي.
- أبو عمران الفاسي.
- عبد القادر بن علي الفاسي.
- أبو الحسن علي بن أحمد الخصاصي.
- أبو العباس القباب.
- أبو سالم العياشي.
- أبو بكر المرادي.
- أحمد زروق.
- أحمد بن عجيبة.
- طه عبد الرحمان.
- سعيد الكملي.
- محمد ميارة.
- محمد الحجوي الثعالبي.
- الحطاب.
- الحسن اليوسي.
- ابن غازي.
- ابن عاشر.
- ابن بطوطة.
- ابن فرحون.
- ابن آجروم.
- ابن ناصر الدرعي.
- ابن خمير السبتي.
- أحمد بن الصديق الغماري.
- عبد الله بن الصديق الغماري.
- عبيد الله بن الجلاب.
- أبو بكر الباقلاني.
- عبد الوهاب بن نصر المالكي.
- ابن عسكر البغدادي.
- عبد السلام الأسمر.
- سالم بن طاهر.
- ماء العينين القلقمي.
- عيسى بن عبد الله مانع الحميري.
- محمد الطاهر بن عاشور.

## الانتشار ومواقع النفوذ

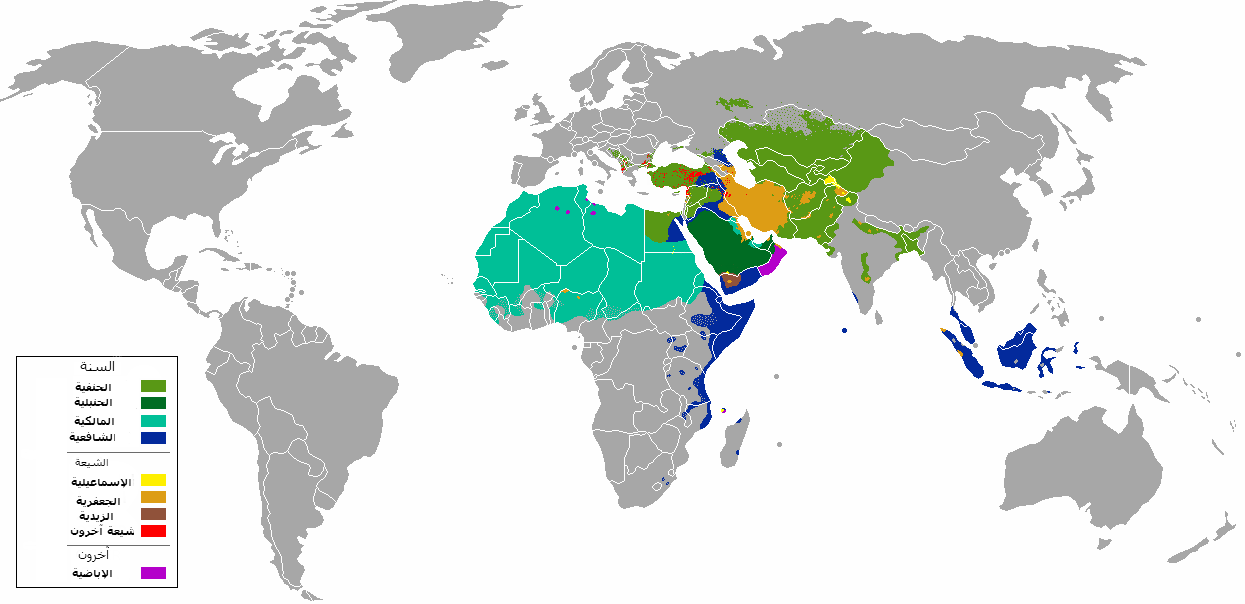
مناطق انتشار المذاهب الإسلامية.المذهب المالكي بالسَّماويّ.

- انتشر المذهب المالكي في الحجاز انتشارا واسعا؛ لأنها موطن مالك بن أنس.
- انتشر في بغداد بسبب دعم السلطة العباسية له، وظهر في البصرة بعد خمسة قرون من تاريخ انتشاره في الحجاز.
- ظهر في بلاد فارس، وضعف فيها في عهد الدولة الصفوية.
- يعتبر المذهب المالكي هو الغالب في بلاد المغرب العربي والإمارات والبحرين، وقطر،[64] والكويت، والسودان وصعيد مصر، والمنطقة الشرقية من السعودية ووسط وغرب أفريقيا ويبلغ عدد أتباعه في العالم أكثر من (150) مليون تقريبا.
- انتشر مذهب مالك في الأندلس حتى كان أهلها يغالون في مالك وفقهه، وقد التزموا فتواه نظرا لإلزام السلطة لهم.